# Ronan och Erwan Bouroullec
Ronan och Erwan Bouroullec är två franska formgivare och bröder, födda 1971 respektive 1976 i Quimper.
De har arbetat tillsammans sedan 1999 och blivit internationellt uppmärksammade för sina inredningsuppdrag och sin formgivning för Vitra, Cappellini, Issey Miyake med flera. De har skapat en lekfull formgivning i Jasper Morrisons anda.